# Tehov (Benešovi járás)
Tehov település Csehországban, a Benešovi járásban. Tehov Rataje, Ctiboř, Psáře, Libež, Trhový Štěpánov és Kladruby településekkel határos. Lakosainak száma 348 fő (2024. január 1.).

## Népesség
A település lakosságának változását az alábbi diagram mutatja:
| Lakosok száma | 444  | 433  | 408  | 306  | 264  | 329  | 352  | 362  | 342  | 348  |
|               | 1869 | 1890 | 1921 | 1950 | 1980 | 2001 | 2017 | 2019 | 2022 | 2024 |